# Southborough (Massachusetts)
Southborough – miasto w Stanach Zjednoczonych, w stanie Massachusetts, w hrabstwie Worcester.